# تيهومير كوستادينوف
تيهومير كوستادينوف هو لاعب كرة قدم شمال مقدوني في مركز الوسط، ولد في 4 مارس 1996 في إسكوبية في مقدونيا الشمالية. لعب مع دوكلا بانسكا بيستريتسا ‏.

## وصلات خارجية
- تيهومير كوستادينوف على موقع الاتحاد الأوربي (الإنجليزية)
- تيهومير كوستادينوف على موقع قاعدة بيانات كرة القدم.إي يو (الإنجليزية)
- تيهومير كوستادينوف على موقع ناشيونال فوتبول تيمز (الإنجليزية)
- تيهومير كوستادينوف على موقع Soccerbase.com (لاعب) (الإنجليزية)
- تيهومير كوستادينوف على موقع Soccerway.com (الإنجليزية)
- تيهومير كوستادينوف على موقع عالم كرة القدم.نت (الإنجليزية)